# Ивановка (Генический район)
Ива́новка (укр. Іванівка) — посёлок в Геническом районе Херсонской области Украины. Центр Ивановской поселковой общины.

## Географическое положение
Расположен в юго-восточной части области, на реке Большая Калга в 175 км к востоку от областного центра.

## История

### 1820 - 1917
Ивановка основана в 1820 г. государственными крестьянами из Рубановской волости, сел Белозерки, Великой и Малой Лепетих Мелитопольского уезда Таврической губернии, привлеченными сюда наличием свободных плодородных земель. Село было казённым и входило в Рубановскую волость, а с середины XIX в. стало волостным центром. В 1882 г. в нем проживало 642 человека и насчитывалось 65 дворов. В распоряжении общины находилось 18,4 тыс. десятин земли, в том числе 3,7 тыс. десятин неудобной. Первоначально крестьяне пользовались землей на правах свободной распашки. Однако, не имея достаточного количества рабочего скота и инвентаря, они не могли обработать даже участок, необходимый для содержания своей семьи. В 1863 г. был проведен передел земли на ревизские души. Государственные крестьяне несли тяжелое бремя поборов и повинностей. Они платили оброк, подушную подать, отбывали дорожную, гужевую и другие повинности.
Согласно закону 1866 г. о поземельном устройстве государственных крестьян за крестьянами Ивановки были закреплены за уплату государственной оброчной подати земельные наделы в бессрочное пользование из расчета 5,6 десятины на ревизскую душу. В 1886 г. их перевели на обязательный выкуп, который они должны были выплачивать в течение 44 лет. Размер выкупных платежей на 45 % превышал государственную оброчную подать.
В пореформенный период в Ивановке усилилось классовое расслоение крестьян. Основная масса их разорялась, а кучка кулаков обогащалась. В результате роста населения наделы крестьян села после неоднократных переделов уменьшались. В 1875 г. они составили около 2 десятин пахотной земли на ревизскую душу. Положение крестьян усугублялось разными поборами и повинностями. Так, в 1886 г. ивановские крестьяне выплатили 9734,4 руб. поборов, в том числе 1921 руб. подушной подати, 3410 руб. выкупных платежей, 318,4 руб. поземельного налога, 1983,6 руб. земских, 248,4 руб. волостных и 1853 руб. мирских сборов. В конце XIX в. здесь насчитывалось 335 дворов, из которых 161 не имел плугов, 100 — других сельскохозяйственных орудий для обработки земли, 25 — рабочего скота. Многие крестьяне сдавали землю в аренду, а сами уходили на заработки или занимались ремеслом. Ухудшение экономического положения и политическое бесправие поднимали крестьян на борьбу с угнетателями. 10 мая 1905 г. Ивановское сельское общество направило царю петицию, в которой требовало немедленного созыва народных представителей, избранных всеобщим, прямым, равным и тайным голосованием; уравнения в правах всех жителей Российской империи; наделения землей всех желающих её обрабатывать за счет государственных, помещичьих и монастырских земель; введения всеобщего обучения за счет государства; освобождения из тюрем всех участников революционной борьбы, свободы сходок, слова и печати. В ноябре 1905 г. в Ивановке состоялся крестьянский сход, на который пришли жители окрестных сел. На нем были созданы волостное отделение и бюро Всероссийского крестьянского союза, а также выдвинуто требование о конфискации помещичьих земель. Бюро и члены союза проводили агитационную работу среди крестьян, поддерживали связь с аналогичными организациями ряда волостей Мелитопольского и Днепровского уездов. Против бюро волостного отделения союза было возбуждено следствие, а несколько крестьян арестовано и приговорено к разным срокам тюремного заключения.
Столыпинская аграрная реформа укрепила положение зажиточных крестьян и усилила разорение бедноты. Подавляющее большинство бедняков, не имея тягла для обработки наделов, продавало их за бесценок местным богатеям и окончательно пролетаризировалось. В 1910 г. часть крестьян Ивановки, продав наделы, покинула насиженные места и отправилась на заработки в Крым на табачные плантации и виноградники, а также в имения Фальц-Фейна [1258, с. 88, 153]. В 1914 г. 20 из 820 крестьянских дворов села не имели земли, четвертая часть — рабочего скота, почти столько же имели по одной — две лошади [1286, с. 48-51].
Накануне первой мировой войны Ивановка была глухим селом, затерявшимся в широких таврических степях. Рядом с добротными домами зажиточных крестьян ютились крытые соломой саманные хаты бедняков. Жители постоянно страдали от недостатка питьевой воды. Местные власти не заботились о благоустройстве и санитарном состоянии Ивановки, вследствие чего в селе часто вспыхивали эпидемии. Жителям трудно было получить медицинскую помощь. Врачебный участок, открытый здесь в 1896 г., обслуживал 12 сел с почти 20-тысячным населением [1286, с. 82— 87]. Во врачебном участке работали врач, фельдшер и акушерка. Имелась также аптека. В 1874 г. в Ивановке открыли земскую однокомплектную школу, в которой обучалось 37 учеников. Однако и через десять лет после её открытия на 2744 жителя села приходилось лишь 158 грамотных, а из 338 детей школьного возраста обучалось только 46. В 1886 и 1900 гг. начали функционировать еще две земские однокомплектные школы, но существенных изменений в образовательном уровне крестьян не произошло. Оканчивала полный курс обучения примерно пятая часть поступивших в первый класс [1252, табл. В-10, В-11, Д-4, Д-5; 1237, с. 41, 42]. Вследствие материальных трудностей, отсутствия зимней одежды и обуви, средств для приобретения учебников большинство детей бедняков не имели возможности учиться. В 1913 г. здесь действовали 7 земских однокомплектных школ, в которых 7 учителей обучали 401 ученика. В 1897 г. в Ивановке создали библиотеку с книжным фондом 708 экземпляров. В 1910 г. в селе насчитывалось 4800 жителей [1482, с. 670].
Первая мировая война значительно ухудшила положение жителей. Многих мужчин мобилизовали в действующую армию. Из-за нехватки рабочих рук сократились посевные площади, снизились урожаи. Резко возросли налоги.
Февральскую буржуазно-демократическую революцию 1917 г. крестьяне-бедняки Ивановки связывали с надеждой на улучшение жизненных условий и расширение политических прав. Однако их экономическое положение почти не изменилось.
С радостью встретили трудящиеся весть о победе Октябрьского вооруженного восстания в Петрограде. В декабре 1917 г. в селе была установлена Советская власть. Начал действовать волревком, возглавляемый крестьянином-бедняком А. Д. Худенко [362, л. 1—32]. Волревком осуществлял Декрет о земле, проводил заготовки хлеба. Согласно решению Мелитопольского уездного съезда Советов земельный отдел волревкома приступил к учету помещичьих и кулацких земель, а также скота и сельскохозяйственного инвентаря и распределению их между безземельными и малоземельными крестьянами [1152, с. 52]. Классовые враги оказывали бешеное сопротивление социалистическим преобразованиям, прибегали к террору. Для борьбы с контрреволюционными элементами и защиты завоеваний Октября беднота организовала отряд самообороны [1646].

### 1917 - 1991
В апреле 1918 г. Ивановку захватили германо-австрийские оккупанты. Они издевались над населением, отбирали у него хлеб, скот, лошадей. После краха германо-австрийской оккупации кайзеровские войска в конце ноября оставили село. Был создан волревком, который организовал сбор продовольствия для Красной Армии и голодающих северных районов России, проводил набор добровольцев в Красную Армию. Однако обстановка оставалась напряженной. В волости действовали многочисленные банды, стремившиеся помешать социалистическому строительству. В феврале 1919 г. белогвардейский отряд из корпуса генерала Тилло при поддержке кулаков окрестных хуторов предпринял попытку провести в Ивановке насильственную мобилизацию в армию Деникина, но отряд самообороны вынудил его отступить. В конце февраля белогвардейцам все же удалось на короткое время захватить село, однако в марте его освободили части Красной Армии. Волревком обеспечивал продовольствием и топливом семьи бедняков и красноармейцев, приступил к разделу земли. Отряд самообороны в мае 1919 г. влился в 3-й резервный советский полк и принимал участие в боях с белогвардейцами [266, л. 8, 9].
В июле 1919 г. Ивановку захватили деникинцы. Они терроризировали население, преследовали советских активистов и семьи красноармейцев, безуспешно пытались провести мобилизацию в свою армию. В январе 1920 г., преследуя отступавшие в Крым деникинские части, Красная Армия освободила село. Развернул работу волревком, деятельность которого проходила в условиях отчаянного сопротивления кулачества, борьбы с бандитизмом. В это время была создана партийная ячейка. Летом началось наступление врангелевских войск, которые в июле захватили Ивановку. И вновь грабежи, террор, издевательства над населением. После упорных боев части 1-й Конной армии 31 октября 1920 г. освободили село от врангелевцев [1150, с. 671, 686].
После окончания гражданской войны трудящиеся Ивановки приступили к восстановлению разрушенного хозяйства. Их организаторами выступили волревком и партийная ячейка, возобновившие свою деятельность в начале ноября [362, л. 1—32]. Большую работу проводил волостной комитет незаможных селян, созданный в декабре 1920 г. Он изымал у кулаков излишки хлеба, проводил в жизнь закон о наделении землей и инвентарем безземельных и малоземельных крестьян. Волкомнезам возглавлял крестьянин-бедняк Е. П. Лозовой [362, л. 11]. Возрождение хозяйства осуществлялось в сложных условиях. В окрестностях действовали кулацкие банды, грабившие население и убивавшие активистов. В марте 1921 г. в районе Ивановки появилась кулацкая банда, вооруженная пулеметами. Во время налета на село бандиты зарубили 7 советских активистов и отобрали у крестьян 18 лошадей. Хотя после Великой Октябрьской социалистической революции крестьяне получили землю, большинство из них не имело рабочего скота, инвентаря, посевного материала. На тысячу крестьянских дворов села приходилось 402 плуга, 607 сеялок, 481 телега, 53 молотилки. Значительная часть сельскохозяйственного инвентаря требовала капитального ремонта [812, л. 140]. Вследствие этого часть земли не обрабатывалась, пустовала. Так, в 1921 г. из 10 987 десятин пахотной земли под яровые была обработана только десятая часть. В восстановлении хозяйства активное участие принимала созданная в 1920 г. комсомольская ячейка. Комсомольцы проводили большую массово-политическую работу среди населения, разъясняли внутреннюю и внешнюю политику Советской власти, были инициаторами организации кружков художественной самодеятельности. В 1923 г. в селе насчитывался 21 комсомолец.
8 феврале 1921 г. в Ивановке состоялись выборы в волисполком. Коммунисты, члены волисполкома и волкомнезама постоянно разъясняли крестьянам преимущества коллективного ведения хозяйства, вовлекали бедняков в сельскохозяйственные кооперативы. В 1921 г. в селе было создано товарищество взаимопомощи, занимавшееся заготовкой сельскохозяйственных продуктов, помогавшее крестьянам в обработке земли, ремонте сельскохозяйственного инвентаря, приобретении посевного материала. Активная деятельность товарищества в заготовке продовольствия отмечалась Мелитопольским окружным исполкомом. Жителя села А. Д. Худенко за выполнение заданий по заготовке продовольствия премировали золотыми часами. В том же году были созданы первые сельскохозяйственные артели «Спільна праця» и «Незаможник» [366, л. 128]. В начале января 1922 г. начал действовать партком (он объединил партячейки сел Ивановского куста), возглавивший борьбу трудящихся за быстрейшее восстановление хозяйства [66, л. 16]. Партийная организация проводила большую организаторскую и массово-политическую работу. В общественную жизнь активно включались женщины. В 1923 г. Ивановка стала центром одноименного района. Были созданы районные партийные и советские органы. Большую помощь в проведении социалистических преобразований оказало Советское государство. Так, в 1925 г. населению села была предоставлена ссуда на сумму свыше 18 тыс. руб. для приобретения посевного материала [801, л. 9]. К концу года было завершено восстановление хозяйства.
Коренные сдвиги произошли в области здравоохранения, образования и культуры. В 1923 г. в Ивановке открыли фельдшерский пункт. После установления Советской власти начали действовать семилетняя и 3 начальные школы. В 1925 г. в них 14 учителей обучали 138 учеников. Осуществлялись мероприятия по ликвидации неграмотности среди взрослых. Культурно-массовую работу проводили клуб и библиотека с книжным фондом 1,5 тыс. экземпляров. Открылся детский дом. В 1926 г. был установлен памятник В. И. Ленину. Выполняя решения XV съезда ВКП(б), партийная организация развернула работу по претворению в жизнь курса партии, направленного на осуществление коллективизации сельского хозяйства. В 1929—1930 гг. были созданы колхозы «Нове життя», «III Інтернаціонал», «Червоний степ» и им. Т. Г. Шевченко. Активными помощниками коммунистов в организации колхозного строительства выступили комсомольцы. В январе 1930 г. в Ивановке состоялись районный слет первых колхозников и районная конференция женщин. К этому времени в колхозы объединилось 33 % крестьянских хозяйств, а к концу февраля — около 50 % [67, л. 3]. Организационному и хозяйственному укреплению колхозов содействовал Примерный устав сельскохозяйственной артели, принятый в 1935 г. Важную роль в этом сыграло также оснащение сельского хозяйства новыми машинами и механизмами.
В колхозах Ивановки росла урожайность сельскохозяйственных культур. Хороших показателей добились труженики артелей «Червоний степ» и им. Т. Г. Шевченко, которые за выращивание высоких урожаев зерновых культур на больших площадях были занесены в 1939 г. в Книгу почета Всесоюзной сельскохозяйственной выставки. Колхоз «Червоний степ» в 1937—1938 гг. получил урожай зерновых в среднем по 13,5 цнт с гектара на площади 289 га, а колхоз им. Т. Г. Шевченко — по 13,2 цнт с гектара на площади 986 га [1158—1159, с. 516]. В 1940 г. урожайность зерновых культур в колхозах в среднем составила 18,1 цнт с гектара. Высокими темпами развивалось животноводство. Плановые задания по увеличению поголовья коров, овец, свиней систематически перевыполнялись в 1,5 раза. В 1941 г. в колхозах села насчитывалось более 3 тыс. голов скота. Возросла также его продуктивность. Кандидатами в участники Всесоюзной сельскохозяйственной выставки 1941 г. стали овцеферма колхоза «III Інтернаціонал», получившая в 1937—1940 гг. от метисов мериносовых овец по 134,3 ягненка на 100 овцематок, и свиноводческая ферма колхоза им. Т. Г. Шевченко, работники которой вырастили от каждой из 24 свиноматок по 17,2 поросенка [1158—1159, с. 675, 676]. Особенно хороших результатов добилась свинарка А. Мартыненко, получившая от каждой свиноматки за два опороса но 23 деловых поросенка. Колхозы Ивановки превратились в экономически сильные, высокопродуктивные хозяйства. В 1939 г. их доходы составили 1,7 млн руб. В этом году колхозники, получили на трудодень по 5 кг хлеба и около 4 руб. [1820], в 1940—по 7 кг хлеба и около 3 рублей.
В предвоенные годы в Ивановке начала развиваться местная промышленность. Здесь работали маслозавод, вальцовая мельница с маслобойным цехом, завод безалкогольных напитков. В 1938 г. вступила в строй электростанция. Изменился и внешний облик села. Появилось много каменных домов, протянулись ровные, широкие улицы. Ивановка была электифицирована и радиофицирована. Значительно улучшилось снабжение жителей водой. В 1940 г. в селе действовали пять артезианских скважин. Росли ряды коммунистов и комсомольцев. В 1940 г. в Ивановке насчитывалось 7 первичных партийных организаций, объединявших 41 члена партии, и 16 первичных комсомольских организаций, в состав которых входили 348 членов ВЛКСМ.
Большое внимание уделялось развитию здравоохранения. В 1941 г. в Ивановке функционировали районная больница на 25 коек и родильный дом, открытые в 1933 г. В 1936 г. при районной больнице создали стоматологический кабинет и лабораторию. Медицинскую помощь населению оказывали 8 врачей и 12 специалистов среднего медперсонала. Существенные изменения произошли в области образования и культуры. К 1940 г. была полностью ликвидирована неграмотность среди взрослого населения. В селе действовали средняя и 4 начальные школы, в которых 44 учителя обучали 516 учеников. При средней школе открыли вечернюю среднюю школу. К услугам жителей был районный дом культуры, при котором работали кружки художественной самодеятельности. Частыми гостями ивановцев являлись артисты из Днепропетровска, Запорожья и Мелитополя. Трудящиеся пользовались районной библиотекой, книжный фонд которой составил около 25 тыс. экземпляров. С 1931 г. начала выходить районная газета «Сталінець».
29 октября 1943 г. войска 51-й армии 4-го Украинского фронта освободили Ивановку от немецко-фашистских оккупантов. Все население собралось на центральной площади, где состоялся многолюдный митинг. В братской могиле были похоронены советские воины, погибшие в бою за освобождение села. В память о них установлен монумент. 796 жителей сражались па фронтах Великой Отечественной войны, 136 из них за мужество и храбрость удостоены орденов и медалей СССР, 327 отдали жизнь в боях за свободу и независимость Родины. В честь земляков, погибших на фронтах гражданской и Великой Отечественной войн, сооружен мемориальный комплекс, на восьми гранитных стелах которого увековечены их имена. Сразу же после освобождения трудящиеся Ивановки приступили к возрождению хозяйства, разрушенного немецко-фашистскими оккупантами. Гитлеровцы причинили большой материальный ущерб селу. Они разрушили МТС, маслозавод, электростанцию, школы, дом культуры, библиотеку, больницу, много жилых домов. Жители Ивановки самоотверженно трудились, восстанавливая колхозные помещения, предприятия, общественные здания, жилые дома. Боевыми штабами стали партийная и комсомольская организации, возглавившие важнейшие участки производства и строительства. В кратчайший срок было поднято из руин здание средней школы, одно из административных зданий переоборудовано под районный дом культуры и библиотеку, отремонтированы артезианские колодцы, дала ток электростанция.
Одновременно трудящиеся неустанно заботились об оказании помощи Красной Армии. Они делали все возможное, чтобы вырастить хороший урожай, выполнить хлебопоставки государству и тем самым внести свой посильный вклад в снабжение армии и жителей городов хлебом. В 1944 г. было собрано зерновых культур по 7,8—8,6 цнт с гектара. План хлебопоставок район выполнил успешно. За большие достижения в деле возрождения хозяйства первый секретарь Ивановского райкома КП(б)У И. В. Фанин и председатель райисполкома Ф. Е. Карпенко были награждены орденом Отечественной войны 2-й степени. Высокую сознательность и патриотизм проявили трудящиеся Ивановки во время размещения третьего военного займа, отдав свои трудовые сбережения во имя победы над ненавистным врагом. Большую помощь в возрождении хозяйства оказало государство. Оно выделило колхозам села скот, посевной материал, денежные ссуды (только в 1943 г. была предоставлена ссуда на сумму 150 тыс. руб.). РСФСР в 1944—1945 гг. поставила хозяйствам района 160 голов крупного рогатого скота, 70 голов племенного скота, 1 тыс. овец, 1200 лошадей. Часть скота была возвращена из эвакуации. Все это позволило в сравнительно короткий срок возродить колхозные фермы. В 1945 г. в колхозах насчитывалось 529 голов крупного рогатого скота. К 1950 г. были освоены довоенные посевные площади, восстановлены все хозяйственные и административные помещения, а также большая часть жилищного фонда. На колхозных фермах содержалось 1075 голов крупного рогатого скота, 486 свиней и 2532 головы птицы. Значительно вырос доход артелей, который составил 1,3 млн руб. Вступили в строй маслозавод и другие предприятия. Большое внимание уделялось налаживанию работы учреждений здравоохранения, образования и культуры. Сразу же после освобождения начала функционировать районная больница. В 1950 г. в ней насчитывалось 65 коек. Медицинскую помощь населению оказывали 5 врачей и 27 специалистов среднего медперсонала. В 1943 г. возобновились занятия в средней и 4 начальных школах. В 1950 г. в них 48 учителей обучали 899 учеников.
Трудящиеся охотно посещали районный дом культуры и районную библиотеку с книжным фондом 12,5 тыс. экземпляров. В целях дальнейшего организационно-хозяйственного укрепления колхозов в 1951 г. было проведено их укрупнение и создано два хозяйства. В 1959 г. они объединились в один колхоз — «Радянська Україна», за которым закреплены 9862 га сельскохозяйственных угодий, в том числе 8778 га пахотных земель. Хозяйство специализируется на производстве мяса свинины. В колхозе «Радянська Україна» насчитывается 80 тракторов, 18 комбайнов, 46 грузовых автомобилей и другая сельскохозяйственная техника. Имеется 1300 га орошаемых земель, создано 8 прудов, работает 16 дождевальных агрегатов. Из года в год колхоз укреплялся. Большую роль в мобилизации трудящихся на борьбу за дальнейший подъем сельскохозяйственного производства сыграли решения мартовского (1965 г.) Пленума ЦК КПСС, разработавшего меры по организационно-хозяйственному укреплению колхозов и повышению материальной заинтересованности колхозников в развитии общественного хозяйства. Партийная организация и правление колхоза направили усилия колхозников на успешное выполнение плановых заданий. Высокие социалистические обязательства взяли труженики в честь 100-летия со дня рождения В. И. Ленина и выполнили их. Победителем социалистического соревнования в 1970 г. стала комплексная бригада, возглавляемая В. Д. Братищенко. Самоотверженный труд членов бригады обеспечил получение урожая зерновых по 28 цнт с гектара. В восьмой пятилетке колхоз превратился в высокомеханизированное многоотраслевое хозяйство. Среднегодовая урожайность зерновых культур составила 20,9 цнт с гектара, надой молока на одну фуражную корову — 1964 кг. На 100 га сельскохозяйственных угодий было произведено по 50 цнт мяса и по 193 цнт молока. Идя навстречу 50-летию образования СССР, Ивановны боролись за дальнейшее повышение производительности труда, перевыполнение плана продажи государству сельскохозяйственной продукции. В девятой пятилетке среднегодовая урожайность зерновых культур составила 21,1 цнт с гектара, надой молока на одну фуражную корову — 2075 кг. На 100 га сельскохозяйственных угодий получено по 70,7 цнт мяса и по 226 цнт молока. Активно включились труженики в борьбу за претворение в жизнь решений XXV съезда КПСС. Руководствуясь этими решениями, партийная организация и правление колхоза большое внимание уделяли интенсификации производства, внедрению комплексной механизации, развитию орошения, использованию минеральных удобрений. Широко развернув социалистическое соревнование в ознаменование 60-летия Великого Октября, 110-й годовщины со дня рождения В. И. Ленина, принятия новой Конституции СССР, колхозники перевыполнили взятые ими обязательства и успешно завершили плановые задания десятой пятилетки.
В десятой пятилетке среднегодовая урожайность зерновых культур составила 22 цнт с гектара, надой молока на корову достиг 3008 кг. На 100 га сельскохозяйственных угодий произведено по 115 цнт мяса и по 277 цнт молока. В животноводстве осуществляется углубление специализации. Построен животноводческий комплекс по производству свинины, в котором содержится 20 тыс. свиней (вдвое больше, чем в девятой пятилетке). Особенно хороших показателей добились доярки Г. Н. Порхун, М. И. Порхун, Л. Ф. Андрусяк, А. Н. Гамага, дояр В. И. Орлов, достигшие 4-тысячного надоя молока на корову. Среднегодовой доход колхоза составил 1,7 млн руб. На один человеко-день было выплачено по 5 руб. 79 коп., что на 1 руб. 30 коп. больше, чем в девятой пятилетке. Вдохновленные решениями XXVI съезда КПСС, труженики колхоза прилагают все силы, чтобы успешно выполнить плановые задания одиннадцатой пятилетки. В первом году пятилетки на 100 га сельхозугодий произведено но 151 цнт мяса и по 229 цнт молока. Особое внимание уделялось подготовке колхозных кадров - ежегодно на учебу в вузы и техникумы направляли 7—10 выпускников средней школы. Авангардную роль играют коммунисты, которых в колхозе 64. Большинство из них трудится непосредственно в бригадах, на животноводческих фермах, а также механизаторами.
За высокие производственные достижения 43 труженика колхоза награждены орденами и медалями СССР, среди них орденами Октябрьской Революции и Трудового Красного Знамени — механизатор Н. Н. Горобей, орденом Октябрьской Революции — бригадир комплексной бригады В. Д. Братищенко, орденом Трудового Красного Знамени — полевод Е. Р. Гмыря, трактористы А. Е. Панкеев и Ф. Ф. Ищенко. 76 членов колхоза «Радянська Україна» удостоены звания ударника коммунистического труда.
Промышленность в Ивановке представлена в основном предприятиями, перерабатывающими сельскохозяйственное сырье. Это — маслозавод и пищевкусовая фабрика. Имеются «Межколхозстрой», «Межколхоздорстрой», райсельхозтехника, райсельхозхимия, межколхозное инкубаторное птицеводческое предприятие. Все предприятия систематически перевыполняют планы выпуска продукции и повышения производительности труда. Если в восьмой пятилетке они произвели продукции на 4 млн руб., в девятой — на 24,4 млн руб., то в десятой — на 27,5 млн рублей.
За успехи в труде 21 труженик предприятий удостоен орденов и медалей СССР. 12 бригадам присвоено звание коллектива коммунистического труда и 140 работникам — звание ударника коммунистического труда.
В 1956 г. Ивановка была отнесена к категории поселков городского типа. Появились новые улицы, возведены здание поселкового Совета, дом пионеров, универсальный магазин, многоэтажные жилые дома. В 1951—1980 гг. построено 6397 м² государственной жилой площади и 455 индивидуальных домов. Улицы обсажены деревьями и кустарниками. Заасфальтированы 139,7 тыс. м² улиц и тротуаров. Поселок не газифицирован. В Ивановку, где издавна ощущалась нехватка воды, по 26-километровому магистральному водопроводу пришла вода. Построенный здесь пруд стал излюбленным местом отдыха трудящихся. 200 га занимали тенистые сады и парки. Население пользовалось широкой сетью торговых предприятий и предприятии бытового обслуживания. В это время действовали 19 промтоварных и продовольственных магазинов (в том числе универмаг и гастроном), а также ресторан, два кафе. Товарооборот торговой сети в девятой пятилетке составил 20,1 млн руб., в десятой — 25,4 млн рублей. Налажено медицинское обслуживание населения. В Ивановке действуют районная больница на 135 коек, поликлиника, при которой имеются хирургический, терапевтический, стоматологический и другие кабинеты, женская и детская консультации, аптека. О здоровье заботятся 21 врач и 78 работников среднего медперсонала. В яслях-саду и 2 детских яслях воспитывается 315 детей. Значительные изменения произошли в области народного образования. Укрепилась материально-техническая база школ, увеличилось количество учителей, улучшилась учебно-воспитательная работа. В поселке функционируют средняя и восьмилетняя школы, в которых 54 учителя обучают 735 учеников. 142 человека занимается в вечерней средней школе. Имеется межшкольный учебно-производственный комбинат. Большое внимание уделяется организации культурного досуга трудящихся. К их услугам районный дом культуры с 2 залами на 800 мест, кинотеатр, клуб. При районном доме культуры организованы различные кружки художественной самодеятельности, создана агитбригада, функционирует университет культуры. Здесь демонстрируются кинофильмы, проводятся вечера трудовой славы, встречи поколений и т. д. 85 детей посещают семилетнюю музыкальную школу. В доме пионеров действуют 16 кружков и 3 детских клуба. Культурно-просветительную работу ведут также 4 библиотеки, книжный фонд которых составляет 77,7 тыс. экземпляров. Популярностью у жителей пользуется спорт. Для его любителей построены стадион, 2 спортивные площадки и 4 спортивных зала. Поселковая организация добровольного спортивного общества «Колос» объединяет около тысячи человек.
В 1952 году здесь действовали маслодельный завод, птицеводческая станция, мельница, МТС, средняя школа, семилетняя школа и четыре начальные школы.
В 1963 году здесь начало работу сельское ПТУ, в котором юношей и девушек обучали на механизаторов широкого профиля (в дальнейшем - ПТУ № 28).
В 1972 году здесь действовали маслодельный завод и завод строительных материалов. В 1975 году вступил в строй межколхозный комбикормовый завод мощностью 160 центнеров комбикормов в сутки.
В 1978 году численность населения составляла 5,1 тыс. человек, здесь действовали маслозавод, комбикормовый завод, пищевкусовая фабрика, межколхозная строительная организация, райсельхозтехника, комбинат бытового обслуживания, две общеобразовательные школы, музыкальная школа, сельское ПТУ, больница, Дом культуры, четыре библиотеки и клуб.
В январе 1989 года численность населения составляла 5649 человек.

### После 1991
В мае 1995 года Кабинет министров Украины утвердил решение о приватизации находившихся здесь маслозавода и райсельхозтехники, в июле 1995 года было утверждено решение о приватизации пищевкусовой фабрики.
На 1 января 2013 года численность населения посёлка составляла 4645 человек.
В декабре 2017 года было принято решение о продаже автозаправочной станции на въезде в райцентр.

## Экономика
- Сельскохозяйственное открытое акционерное общество «Ивановский маслозавод»;
- Ивановская пищевкусовая фабрика;
- Комбикормовый завод.

## Транспорт
Находится в 36 км от железнодорожной станции Серогозы на линии Фёдоровка - Каховка, в 11 км от автодороги Каховка — Мелитополь.

## Образование
- Ивановская ООШ I—III ст. № 2
- Ивановская гимназия № 1 (бывшая Ивановская ООШ № 1 I—III ст.)
- Профессиональный аграрный лицей (бывшее профессионально-техническое училище № 28).
- музыкальная школа[11]

## Известные уроженцы
- Кибенок, Виктор Николаевич (1963—1986) — советский пожарный-чернобылец, лейтенант внутренней службы, Герой Советского Союза (1986).